# Kop/zijklepmotor

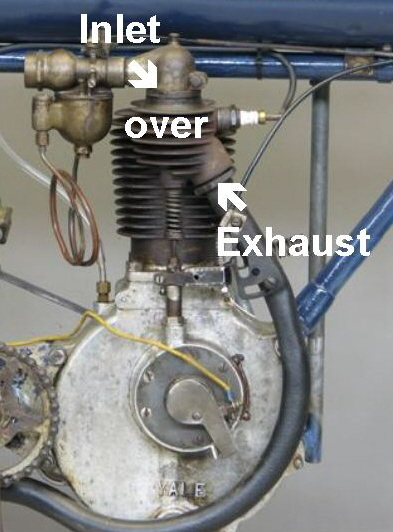
Soms zijn verschillende klepbedieningen nodig, in dit geval niet, want de inlaatklep is een snuffelklep

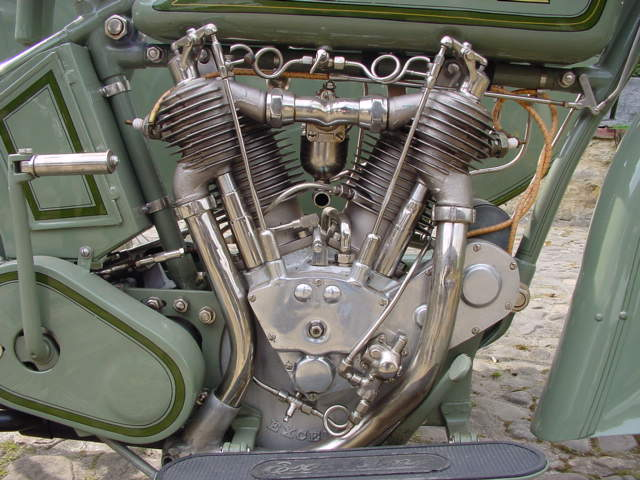
Kop/zijklepmotor van een Excelsior-motorfiets uit 1917: Naast elke cilinder een enkele, dunne stoterstang die de (kopklep)-inlaatklep bedient. De uitlaten zitten aan de zijkant van de cilinder, hetgeen duidt op zij-uitlaatkleppen. In de buisjes naast de cilinder zitten -ondersteboven - deze uitlaatkleppen

Een kop/zijklepmotor is een type viertaktmotor waarvan de inlaatkleppen in de cilinderkop zaten (kopkleppen dus) en de uitlaatkleppen opzij van de cilinder (zijkleppen). De kopklep was als in de beginjaren soms als snuffelklep uitgevoerd. Zij opende door de onderdruk die tijdens de inlaatslag in de cilinder ontstond. De uitlaatklep moest echter gecommandeerd worden door een nokkenas, omdat overdruk niet alleen bij de uitlaatslag, maar ook bij de compressieslag en de arbeidsslag ontstaat. 
Dit type motor gaat qua ontwikkelingsperiode vooraf aan de zijklepmotor en de kopklepmotor en combineert een aantal voor- en nadelen van beide:

## Voordelen
- eenvoudige constructie
- kleinere verbrandingsruimte (dan zijklepmotor)

## Nadelen
- grotere verbrandingsruimte (dan kopklepmotor)
- hogere toerentallen niet mogelijk
- kleptiming bijna niet mogelijk

Toen de toerentallen van de viertaktmotoren hoger werden om meer vermogen te ontwikkelen voldeden de automatische inlaatkleppen niet meer. Het openen van de inlaatklep werd daarom vanaf een nokkenas en een tuimelaar gestuurd. Deze oplossing voldeed toch onvoldoende zodat steeds meer werd overgegaan op zijklepmotoren. 
Ook wel IOE (Inlet Over Exhaust, inlaat boven uitlaat) genoemd.
Ook wel F-kop genoemd, omdat de in- en uitlaatkanalen in doorsnede de letter “F” vormden.